# 3. gardijska oklopno-mehanizirana brigada
3. gardijska oklopno-mehanizirana brigada Hrvatske kopnene vojske (kratica 3. GOMBR) ustrojena je 28. veljače 2003. godine, a njezinu okosnicu činile su ratne postrojbe Hrvatske vojske, 3. i 5. gardijska brigada - slavonske Kune i Sokolovi. To je bilo prvi put od nastanka Oružanih snaga Republike Hrvatske da je ustrojen takav tip brigade. Od 1991. godine brigade su uglavnom ustrojavane kao pješačke, uz one druge koje su obično nazivane rodovske, kao npr. topničke, PZO, inženjerijske i sl. Zapovjedništvo brigade bilo je u vojarni "Bosut" u Vinkovcima.
3. gombr bila je ustrojena kao suvremena oklopno-mehanizirana brigada koja je od manevarskih postrojbi imala dvije oklopne bojne, jednu mehaniziranu bojnu te određeni broj postrojbi borbene potpore.  Njezinu borbenu osnovu činili su tenkovi M-84, borbena vozila pješaštva M-80, te ostalo topništvo, kao i sredstva koja se nalaze u borbenoj i općoj potpori. 
Preustrojem Hrvatske kopnene vojske, 2007. godine 3. gardijska oklopno-mehanizirana brigada preustrojena je u Gardijsku oklopno-mehaniziranu brigadu.